# Eimerkettenspeicher
Ein Eimerkettenspeicher (englisch bucket brigade memory, BBM, oder auch bucket brigade device, BBD) ist eine Bauform einer Verzögerungsleitung für analoge Schaltungen zum Ladungstransport nach dem Eimerkettenprinzip. Wie bei einer Eimerkette werden dabei die Ladungen der einzelnen Bauteile von einem zum anderen weitergereicht. Der Transport wird dabei von einem Taktgenerator synchronisiert. Damit ist der Eimerkettenspeicher das analoge Gegenstück zu einem Schieberegister.

## Anwendung
Eimerkettenspeicher gibt es mit unterschiedlicher Anzahl von Speicherstufen und Abgriffen als Integrierte Schaltung (IC), die beispielsweise für elektronisch erzeugte Hall- und Echoeffekte genutzt werden. Allerdings sind Anwendungen in der Audiotechnik mittlerweile weniger verbreitet, da die Reihenschaltung mehrerer analoger Stufen das Rauschverhalten ungünstig beeinflusst.
Das Eimerkettenprinzip wird heute vor allem bei CCD-Kameras eingesetzt. Dabei werden die von den ein- oder zweidimensional angeordneten Halbleiterbauteilen gesammelten Ladungen sequentiell verarbeitet und transportiert.

## Funktionsweise

Animation des Ladungstransfers in einem BBD

Ein schwach p-dotierter Siliziumeinkristall ist zur Isolation der Elektroden oberflächlich oxidiert (SiO₂). Die metallischen Elektroden sind flächig ausgeführt und berühren sich fast. Bei gegenüber dem Substrat positiver Ansteuerung einer Elektrode (+V) entsteht unter ihr ein flacher Bereich (gelb), in dem die Bandkante des Leitungsbandes unter das Fermi-Niveau verschoben ist, sodass das Leitungsband dort Elektronen (blaue Kugeln) aufnehmen kann (Potentialtopf). Bevor der Taktimpuls an einer Elektrode endet, beginnt der Taktimpuls der in Transportrichtung benachbarten Elektrode. In dieser Überlappungsphase verteilen sich die Elektronen im doppelt breiten Potentialtopf. Von je drei benachbarten Elektroden sind stets mindestens eine angesteuert und mindestens eine nicht angesteuert, sodass die Ladungspakete voneinander getrennt transportiert werden.

## Bauteile
Verbreitete Eimerketten-ICs sind z. B.:
- TDA1022 von Valvo
- SAD1024 von Reticon
- TDA2104 von Philips
- MN3004, MN3005, MN3006 und MN3007 von Panasonic